# Mara Salvatrucha

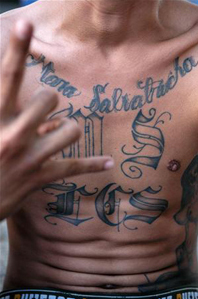
Dei tatuaggi appartenenti alla gang

Mara Salvatrucha (comunemente abbreviato in MS, Mara o MS-13) è un'organizzazione criminale transnazionale di bande associate che ha avuto origine a Los Angeles e si è successivamente diffusa in altre regioni degli Stati Uniti, in Canada, in Messico, nel Nord dell'America centrale (Guatemala, El Salvador, Honduras), in Spagna e anche in Italia, a Milano, a Genova e a Paratico, dove si sono verificati in passato degli atti di aggressione da parte di alcuni membri dell'omonima gang.
La maggior parte delle bande sono etnicamente composte da centroamericani (guatemaltechi, salvadoregni e honduregni) e sono attive nelle aree urbane e suburbane, danno supporto a cellule (cricche) localizzate in America Latina, con oltre 70.000 membri. Si noti che gli unici Paesi centroamericani che sono riusciti a tenere fuori questo movimento sono Panama e Costa Rica.

## Storia

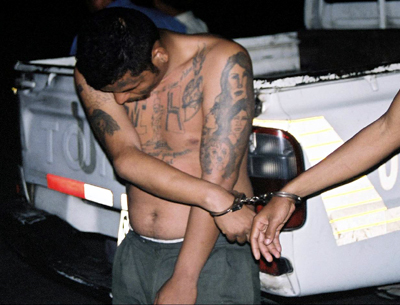
Un sospetto MS-13 arrestato dalla polizia

Nacque negli anni 1980 a Los Angeles da immigrati salvadoregni. Il fondatore è stato Ernesto Miranda con lo scopo di difendere i connazionali dalle gang afroamericane e messicane. Inizialmente l'ingresso nell'organizzazione era permesso ai soli salvadoregni, ma successivamente si è esteso ad altri latino-americani, in particolare dall'Honduras e dal Guatemala. L'FBI, per contrastarla più efficacemente, ha istituito a partire dal 2005 una task force per fronteggiare la MS-13 in tutto il paese.
Successivamente gruppi riconducibili all'MS-13 sono stati segnalati anche in Ecuador, Argentina e Canada nonché, a partire dagli anni 2000, anche in alcuni Stati europei, inclusa l'Italia.

## Caratteristiche

### Il vestiario
Gli appartenenti alla MS-13, detti mareros, vestono in stile cholo, portano bandane bianche e azzurre (i colori della bandiera di El Salvador) e usano graffiti per delimitare il territorio.

### I tatuaggi
L'elemento principale che li contraddistingue sono i tatuaggi; soprattutto quelli che comprendono le lettere MS e il numero 13 scritti in caratteri gotici, le lettere SUR che significano sureño o meridionale, le corna del diavolo, il nome della propria banda.

### Il linguaggio
Gli appartenenti alle bande fanno uso di un proprio linguaggio dei segni mutuato da quelli delle gang nere nordamericane. Essi sono noti per l'uso della violenza e per il loro codice morale, che consiste principalmente in spietate vendette e crudeli punizioni. 

## Attività criminali

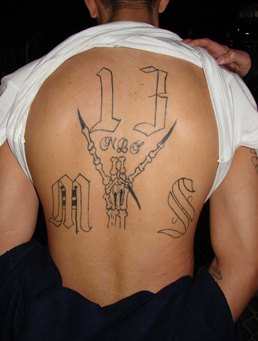
Membro della banda MS-13 con tatuaggio sulla schiena

Le attività criminali della Mara Salvatrucha comprendono vendita di droghe e armi, estorsioni, rapine, sequestri e omicidi. In America centrale la sua presenza è dovuta alla deportazione dei criminali dagli Stati Uniti ai loro paesi d'origine. Le sue attività negli Stati Uniti hanno attirato l'attenzione dell'FBI, che insieme alla DEA ha compiuto retate nei confronti dei membri della gang in cui sono stati arrestati centinaia di membri.
L'efferatezza spesso mostrata dai membri ha permesso loro di essere reclutati anche da altre organizzazioni, un esempio fu il Cartello di Sinaloa, guidato da Joaquin Guzman Loera, che ne addestrò diversi all'uso di armi e li dispiegò sulla frontiera fra USA e Messico per contrastare i Los Zetas quando ancora erano il braccio armato del Cartello del Golfo. 

## Speculazioni sull'origine del nome

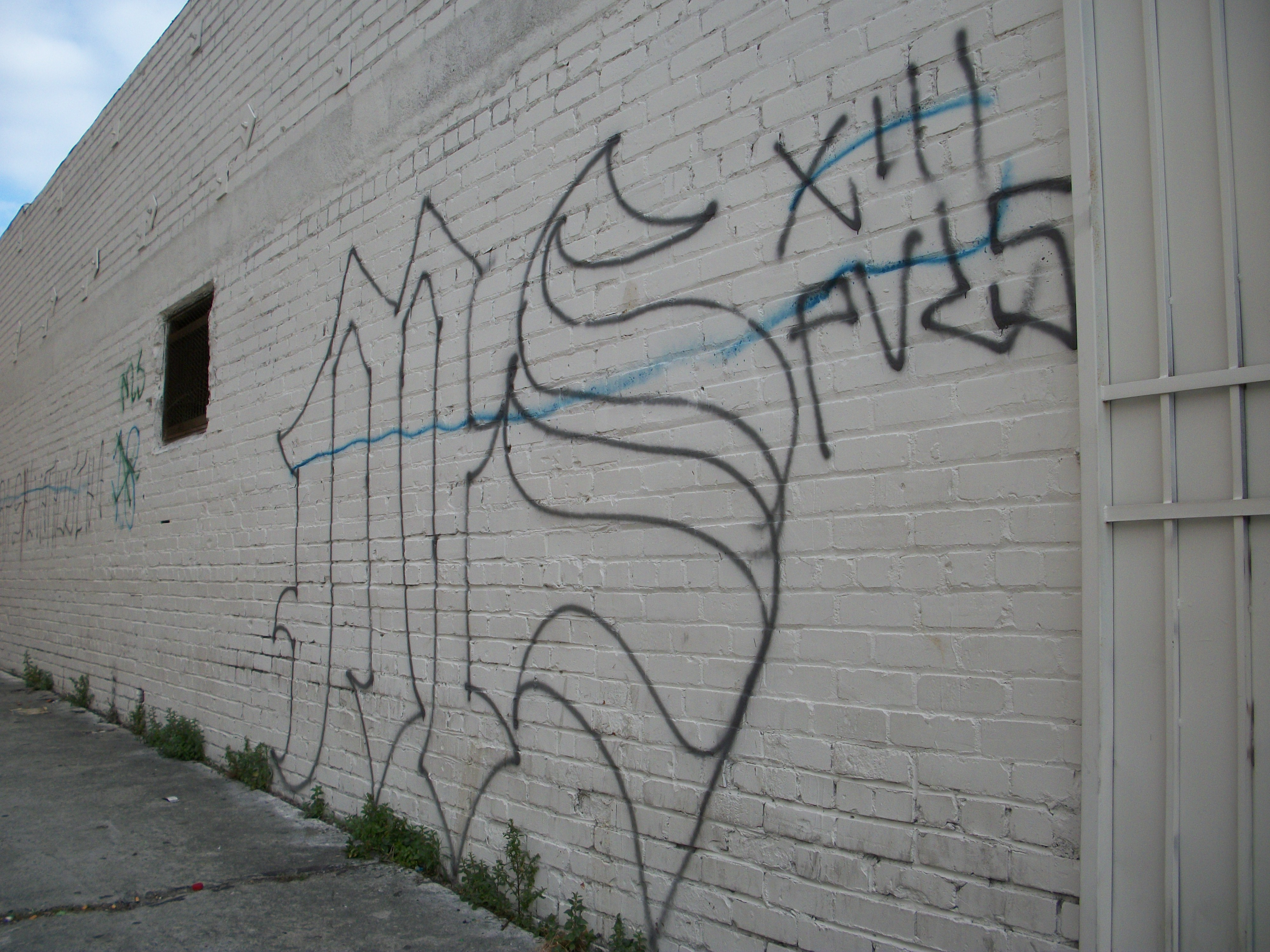
Graffiti della Mara Salvatrucha

Ci sono varie ipotesi sull'origine del nome:
- La parola mara significa gruppo, folla, mentre salvatrucha è una parola composta da salva, che sta significare l'origine del gruppo (El Salvador), e trucha, che secondo il loro gergo significa furbo, dritto. Quindi, Mara Salvatrucha può significare gruppo di furbi salvadoregni.
- Un'altra ipotesi è che la parola mara sia un'abbreviazione di marabunta, cioè un tipo di formica molto feroce che divora tutto ciò che trova sul suo passaggio, e questo sarebbe un richiamo ai metodi usati dalla MS-13. Salvatrucha invece deriverebbe da salvatrucho, cioè giovane combattente salvadoregno, quindi Mara Salvatrucha potrebbe significare Formica dell'esercito Salvadoregno.
- Un'ulteriore ipotesi è che mara faccia riferimento ad una strada a San Salvador.

Anche riguardo al numero 13 esistono più ipotesi:
- Potrebbe essere un richiamo alla prima lettera del nome della gang, la M è infatti la tredicesima lettera dell'alfabeto.
- Può anche essere il frutto della superstizione dei membri delle gang, dato che il 13 è da sempre considerato numero sfortunato.
- Può riferirsi a una strada, la 13th Street di Los Angeles, in cui si crede sia nata la MS-13; quest'ultima ipotesi troverebbe riscontro nel fatto che una delle bande rivali, la 18th Street Gang, sia nata nella 18th Street.
- Altro possibile significato, dedotto dagli stessi tatuaggi dei membri della gang e dalle loro gesta, è: "M" come movimento, "S" come Satana, 13 è il numero della strada di Los Angeles dove la gang ebbe origine. Inoltre, 13 è il numero di secondi di pestaggio che deve ricevere colui che vuole entrare a far parte della gang.

## Diffusione nel mondo

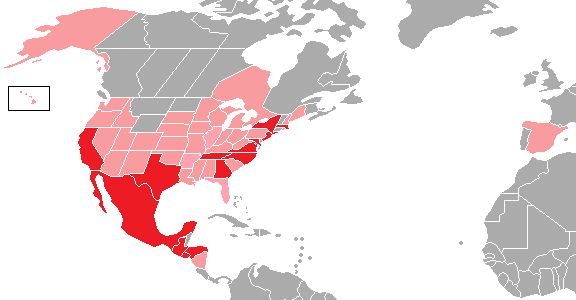
Stati in cui sono presenti i Mara Salvatrucha. In rosso scuro forte presenza, rosso chiaro debole presenza

### Italia
Le autorità italiane stimano circa 2.500 membri con forse una dozzina di omicidi sul loro conto. Fra le più brutali azioni del MS-13 in Italia, ricordiamo l'aggressione a colpi di machete a un capotreno nel 2015 a Milano, mozzandogli quasi un braccio.
La gang è in continua espansione e sta arrivando sempre più vicino al confine svizzero. Le autorità italiane sono infatti state informate dai colleghi americani della presenza di un capo MS-13, Luis Alonso Rodriguez Hernandez, il quale si nascondeva a Bregnano, in provincia di Como, a 23 chilometri da Chiasso. Poco prima di Natale del 2017, il criminale di alto rango è stato arrestato.
Marlon Carranza, esperto e ricercatore all'Università di Lipsia, avverte su Il Giornale: "La presenza di Luis Alonso R. a Como potrebbe significare che la MS-13 si sta sempre più stabilendo in Europa".
L'ultimo evento è accaduto quando il 15 marzo 2019 è stato ritrovato in località Rocca Brivio, a San Giuliano Milanese, il cadavere di Odir Ernesto Barrientos Tula alias Necio, tra i fondatori dell'organizzazione a Milano. Secondo le indagini sarebbe stato ucciso da altri 2 membri della stessa gang aiutati da un complice.

### Stati Uniti
È ritenuta dall'FBI la più pericolosa banda di strada degli USA, con oltre 50.000 adepti nel Centro-America, 10.000 negli USA. La California è il luogo con più uomini dell'organizzazione criminale, si stimano infatti dai 2.000 ai 3.000 membri. Agiscono prevalentemente nei quartieri più malfamati delle città di New York e Los Angeles. 

### Spagna
La MS-13 è presente soprattutto nelle città più grandi, per esempio Barcellona, Madrid e Valencia.